# 阿特勒·哈格隆
阿特勒·哈格隆（挪威語：Atle Haglund，1964年4月10日—），挪威男子雪橇竞速、残疾人冰球运动员。他曾代表挪威参加1984年、1988年、1994年、1998年、2002年和2006年冬季残疾人奥林匹克运动会，获得四枚金牌、五枚银牌和一枚铜牌。